# Brittany Murphyová
Brittany Murphyová (10. listopadu 1977 Atlanta, Georgie – 20. prosince 2009 Los Angeles, Kalifornie) byla americká herečka a zpěvačka, která ztvárnila roli barmanky Shellie ve filmu Sin City – město hříchu (2005). Výraznější role také hrála ve snímcích Bezmocná (1995), Narušení (1999), Neříkej ani slovo, Kluci v mém životě (2001), 8. míle (2002) a Holky z lepší společnosti (2003).

## Osobní život

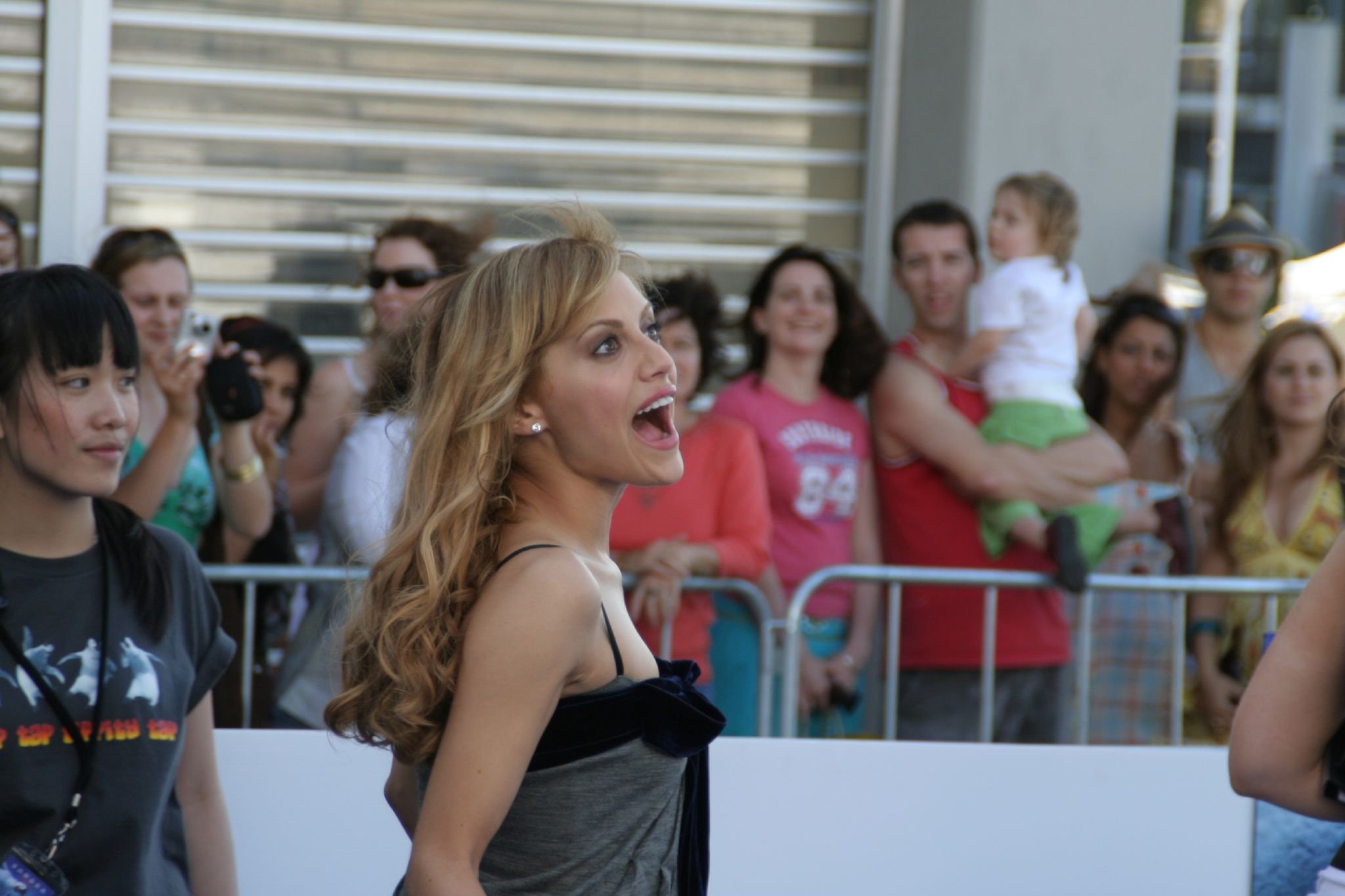
Brittany v prosinci 2006

Narodila se roku 1977 v Atlantě, hlavním městě amerického unijního státu Georgie. Rodiče Sharon Murphyová a Angelo Bertolotti se rozvedli, když jí byly dva roky, a poté vyrůstala s matkou v Edisonu (New Jersey). Aby se mohla věnovat herecké kariéře, přestěhovala se s ní do Los Angeles. Matka měla aškenázský židovský původ, otec italsko-americké kořeny. Vyrůstala v evangelikálním baptistickém vyznání, později se stala křesťankou bez denominace.
Měla dva starší nevlastní bratry Jeffa a Tonyho Bertolotti, a nevlastní sestru Piu Bertolotti. Jejím otcem je Angelo Bertolotti.
Na počátku 90. let zpívala v kapele Blessed Soul, v níž hrál její herecký kolega Eric Balfour. Dne 6. června 2006 vydala spolu s Paulem Oakenfoldem singl Faster Kill Pussycat, obsažený na albu A Lively Mind. Píseň se stala klubovým hitem a figurovala na 1. místě v hitparádě Billboard's Hot Dance Club Play chart. Ve Spojeném království se mezi singly umístila nejvýše v červnu 2006 na 7. příčce.
Objevila se také ve videoklipech skladeb Here skupiny Luscious Jackson a Closest Thing to Heaven kapely Tears for Fears.
V roce 2005 byla modelkou oděvní značky Jordache.
Na konci roku 2002 započala vztah s hercem Ashtonem Kutcherem, se kterým hrála ve filmu Líbánky. V prosinci 2005 se zasnoubila s asistentem produkce Joem Macalusem, kterého potkala při práci na snímku Malá černá skříňka. V srpnu 2006 se však pár rozešel. V květnu 2007 se pak provdala za britského scenáristu Simona Monjacka během soukromého židovského obřadu v Los Angeles.
Dne 20. prosince 2009 zkolabovala v koupelně. Po poskytnutí první pomoci došlo k jejímu převozu do nemocnice Cedars-Sinai Medical Center, kde byla po příjezdu prohlášena za mrtvou. Pitva byla provedena 21. prosince 2009. Úmrtní list uváděl v kolonce příčina smrti „odloženo“.
Dne 4. února 2010 patolog okresu Los Angeles prohlásil za primární příčinu smrti pneumonii v kombinaci se sekundárními faktory, které představovaly sideropenická anémie a užívání většího množství předepsaných léků.
Herečka byla pohřbena 24. prosince 2009 na hřbitově Forest Lawn Memorial Park v Hollywood Hills sousedícím s Los Angeles.
Dne 23. května 2010 byl nalezen svou matkou ve stejném hollywoodském domě, ve kterém zemřela Murphyová, mrtvý vdovec Simon Monjack (nar. 1970). Za příčinu smrti byla udána akutní pneumonie a anémie. Zemřel stejným způsobem jako pět měsíců předtím jeho žena,vedle níž byl pohřben.

## Herecká filmografie

### Film
| Rok  | Název                             | Role                  | Poznámka                           |
| ---- | --------------------------------- | --------------------- | ---------------------------------- |
| 1993 | Rodinné modlitby                  | Elsie                 |                                    |
| 1995 | Bezmocná                          | Tai                   | alternativní název: Praštěná holka |
| 1996 | Maniak                            | Rhonda                |                                    |
| 1997 | Bongwater                         | Mary                  |                                    |
| 1997 | Šílená jízda                      | Deliverance Bodine    |                                    |
| 1998 | Falling Sky                       | Emily Nicholson       |                                    |
| 1998 | Proroctví                         | Izzy                  |                                    |
| 1998 | Zack and Reba                     | Reba Simpson          |                                    |
| 1998 | David a Lisa                      | Lisa                  |                                    |
| 1999 | Krása na zabití                   | Lisa Swenson          |                                    |
| 1999 | Narušení                          | Daisy Randone         |                                    |
| 2000 | Trixie                            | Ruby Pearli           |                                    |
| 2000 | Angels!                           | Nurse Bellows         |                                    |
| 2000 | Vraždy v Cherry Falls             | Jody Marken           |                                    |
| 2000 | The Audition                      | Daniella              |                                    |
| 2001 | Ulice New Yorku                   | Ashley                |                                    |
| 2001 | Letní vzplanutí                   | Dede Mulligan         |                                    |
| 2001 | Neříkej ani slovo                 | Elisabeth Burrows     |                                    |
| 2001 | Kluci v mém životě                | Fay Forrester         |                                    |
| 2002 | Šňup                              | Nikki                 |                                    |
| 2002 | Something in Between              | Sky                   |                                    |
| 2002 | 8. míle                           | Alex Latourno         |                                    |
| 2003 | Líbánky                           | Sarah                 |                                    |
| 2003 | Holky z lepší společnosti         | Molly Gunn            |                                    |
| 2003 | Pozor, hodný pes!                 | Nelly (hlas)          |                                    |
| 2004 | Malá černá skříňka                | Stacy Holt            |                                    |
| 2005 | Sin City – město hříchu           | Shellie               |                                    |
| 2005 | Tam, kde jsem nikdy nebyl         | Maggie Blake          |                                    |
| 2006 | Pánská jízda                      | Sue                   |                                    |
| 2006 | Láska a jiné pohromy              | Emily „Jacks“ Jackson |                                    |
| 2006 | Happy Feet                        | Gloria (hlas)         |                                    |
| 2006 | Mrtvá dívka                       | Krista Kutcher        |                                    |
| 2008 | Tajemství polévky rámen           | Abby                  |                                    |
| 2008 | Futurama: Milion a jedno chapadlo | Colleen (hlas)        |                                    |
| 2009 | Vražedný termín                   | Alice                 |                                    |
| 2009 | Pokoj naproti                     | June                  |                                    |
| 2010 | Abandoned                         | Mary                  | uvedeno post mortem                |
| 2012 | Something Wicked                  | Susan                 | uvedeno post mortem                |

### Televize
| Rok       | Název                   | Role                              | Poznámka                          |
| --------- | ----------------------- | --------------------------------- | --------------------------------- |
| 1991      | Murphy Brown            | Frankova sestra                   | díl: „On Another Plane: Part 1“   |
| 1991–1992 | Drexell's Class         | Brenda Drexell                    | 18 dílů                           |
| 1992      | Kids Incorporated       | Celeste                           | díl: „Lay Off“                    |
| 1992      | Parker Lewis Can't Lose | Angie                             | díl: „The Kiss“                   |
| 1993      | Almost Home             | Molly Morgan                      | 13 dílů                           |
| 1993      | Kvítko                  | Wendy                             | díl: „Blossom in Paris: Part 1“   |
| 1994      | Frasier                 | Olsen                             | díl: „Vraťte mu to křeslo“        |
| 1994      | Party of Five           | Abby                              | 2 díly                            |
| 1994–1995 | Sister, Sister          | Sarah                             | 6 dílů                            |
| 1995      | Boy Meets World         | Trini                             | 2 díly                            |
| 1995      | The Marshal             | Lizzie Roth                       | díl: „These Foolish Things“       |
| 1995      | Strážce moře            | Christine VanCamp                 | díl: „Second Chance“              |
| 1995      | Murder One              | Diane "Dee-Dee" Carson            | díl: „Chapter Nine“               |
| 1996      | Double Jeopardy         | Julia                             | televizní film                    |
| 1996      | Detektiv Nash Bridges   | Carrie                            | díl: „Night Train“                |
| 1996      | Praštěná holka          | Jasmine                           | díl: „Já se z toho auta zblázním“ |
| 1997–2009 | Tatík Hill a spol.      | Luanne Platter/různé hlasy (hlas) | 226 dílů                          |
| 1998      | David a Lisa            | Lisa                              | televizní film                    |
| 1999      | Ďáblova čísla           | Rivkah                            | televizní film                    |
| 1999–2000 | Pepper Ann              | Tank (hlas)                       | 3 díly                            |
| 2000      | Na nepřátelské půdě     | Dorothy Nelson                    | televizní film                    |
| 2009      | Nora Roberts: Pocta     | Cilla McGowan                     | televizní film                    |
| 2009      | Děsivá předpověď        | Dr. Amy Lane                      | televizní film                    |